# باري ستانتون
باري ستانتون (بالإنجليزية: Barry Stanton)‏ هو مغني أسترالي، ولد في 23 يناير 1941، وتوفي في 21 يناير 2018.

## وصلات خارجية
- باري ستانتون على موقع ميوزك برينز (الإنجليزية)
- باري ستانتون على موقع ديسكوغز (الإنجليزية)